# 福岡財務支局
福岡財務支局（日语：／ Fukuoka zaimushikyoku */?）是位於日本福岡縣福岡市博多區的財務省地方支分部局。下轄福岡縣等3縣。

## 概要
過去稱為北九州財務局。1981年日本行政改革時與熊本市的“南九州財務局”合併，統稱“九州財務局”。現在是九州財務局的支局。管轄地域的人口比九州財務局本局更多。

## 所轄財務事務所和出張所
- 福岡財務支局本局
  - 小倉出張所
  - 佐賀財務事務所
  - 長崎財務事務所
    - 佐世保出張所

## 外部連結
- 財務省福岡財務支局 （页面存档备份，存于）